# Elizabeth Adekogbe
Elizabeth Adekogbe (1919-1968) est une femme politique nigériane nationaliste, active dans la défense des droits des femmes, et une cheffe traditionnelle aristocrate. Elle est la cheffe de file du Mouvement des femmes du Nigeria, depuis sa base à Ibadan. En 1954, le mouvement change de nom et devient le Conseil des femmes du Nigéria et, en 1959, il fusionne avec la Ligue pour l’amélioration du sort des femmes pour former le Conseil national des sociétés de femmes, un groupe de pression important et l'une des principales coalitions de femmes au Nigeria.

## Biographie

### Famille et éducation
Elizabeth Adekogbe est née dans une famille de Ijebu-Ife en 1919. Elle étudie à l'École catholique de formation Sainte-Agnès et au Yaba College of Technology. Elle rejoint rapidement la fonction publique et devient inspectrice adjointe des prix au cours de la Seconde Guerre mondiale.

### Carrière politique
Le Mouvement des femmes se forme à Ibadan en 1952. Les objectifs du groupe sont le suffrage universel, l'admission des femmes au sein des Native Authority councils, la nomination de membres à la Chambre occidentale de l'Assemblée, l'inscription de plus de filles dans les écoles secondaires, une réduction dans les prix des mariées et des contrôles sur les monopoles commerciaux des Syriens et des Libanais. Le mouvement travaille parfois avec l'organisation Action Group. Cependant, à cette époque, les hommes politiques et les partis présentent rarement ou jamais de femmes candidates aux élections fédérales, alors que celles-ci jouent un rôle majeur dans les campagnes électorales. Les groupes de femmes sont alors généralement seulement utilisés pour obtenir des voix.
En 1953, elle crée le National Council of Women's Societies (en) (Conseil national des sociétés de femmes) avec Margaret Ekpo et Funmilayo Ransome-Kuti. Ambitionnant de devenir le « Parlement des femmes du Nigeria », cette association fondée à Abeokuta a pour but de rassembler toutes les organisations de femmes du pays et milite pour l'obtention du droit de vote pour toutes les Nigérianes. Toutefois, à cause de différends personnels avec Kuti, Adekogbe finit par quitter cette organisation. Plus tard, elle soutient une alliance avec la ligue des femmes de l'Action Group.

### Vie personnelle
Au sein des Yoruba, Elizabeth Adekogbe porte le titre aristocratique traditionnel de « Iyalaje des Ikija ».
Son mari, L.A.G. Adekogbe, est fonctionnaire.